# ゾルタン★星人
『ゾルタン★星人』（Dude, Where's My Car?）は、2000年に制作されたアメリカ合衆国の映画。

## ストーリー
お馬鹿な若者2人が車を紛失したことをきっかけに町中を探し回り、結果的に邪悪なエイリアンから宇宙を救うお話。

## キャスト
- ジェシー - アシュトン・カッチャー（日本語吹替 - 浪川大輔）
- チェスター - ショーン・ウィリアム・スコット（吉田孝）
- ワンダ - ジェニファー・ガーナー（富坂晶）
- ウィルマ - マーラ・ソコロフ（戸田亜紀子）
- クリスティ・ボナー - クリスティ・スワンソン（甲斐田裕子）
- デヴィッド・ハーマン
- キーオン・ヤング

## スタッフ
- 監督 - ダニー・レイナー
- 製作 - ブロデリック・ジョンソン、アンドリュー・コソーヴ、ギル・ネッター、ウェイン・ライス
- 脚本 - フィリップ・スターク
- 撮影 - ロバート・スティーヴンス
- 音楽 - デイモン・アルバーン、デヴィッド・キティ